# Lyropecten kallinubilosus
Lyropecten kallinubilosus är en musselart som först beskrevs av Bayer 1943.  Lyropecten kallinubilosus ingår i släktet Lyropecten och familjen kammusslor. Inga underarter finns listade i Catalogue of Life.